# Вікіпедія спрощеною англійською мовою
Вікіпедія спрощеною англійською мовою (англ. Simple English Wikipedia) — розділ Вікіпедії, створений для читачів, яким важко розуміти англійську Вікіпедію. Для роботи з даним мовним розділом достатньо мати базові знання англійської мови.
Перш за все вона орієнтована на тих, хто володіє англійською мовою на початковому рівні, а саме:
- школярів
- дітей
- дорослих, яким складно навчатися та читати
- тих, хто вивчає англійську

Наприклад, вона може бути використана під час занять і для навчального читання або може бути корисною дітям для виконання домашнього завдання і для позакласного читання. Зазвичай статті в цій Вікіпедії є значно спрощеними варіантами статей англійської та інших мовних розділів Вікіпедії. Статті в ній використовують набагато менше слів і простішу граматику, ніж в оригінальній англійській Вікіпедії. Також ця Вікіпедія має іншу мету, ніж звичайна англійська Вікіпедія.
26 липня 2006 року Вікіпедія спрощеною англійською мовою досягла 10 тисяч статей, на 16 серпня 2011 року вона має 72 781 статтю, понад двісті тисяч сторінок і понад три мільйони редагувань.
Існування даного розділу Вікіпедії викликало нарікання — окремої «спрощеної англійської» мови не існує. Але в ході обговорення учасниками Вікіпедії було вирішено продовжити роботу над проєктом.

## Статистика
Вікіпедія спрощеною англійською мовою станом на 8 серпня 2025 року містить 271 802 статті, 1 625 678 зареєстрованих користувачів, 1366 активних дописувачів, 23 адміністраторів
. Загальна кількість сторінок у Вікіпедії спрощеною англійською мовою — 895 645, редагувань — 10 421 256, завантажених файлів — 36
. Глибина (рівень розвитку мовного розділу) Вікіпедії спрощеною англійською мовою середня і становить 61.3 пунктів
.